# Torny
Torny ist eine politische Gemeinde im Distrikt Glâne des Kantons Freiburg in der Schweiz. Sie entstand am 1. Januar 2004 durch Fusion der beiden vorher selbständigen Gemeinden Torny-le-Grand (dt. Grosstorny) und Middes, welche aus Middes und Torny-le-Petit (und Rialet) besteht. Falls nicht spezifisch erläutert, ist mit Torny eigentlich Torny-le-Grand gemeint.

## Geographie
Torny liegt auf 675 m ü. M., 9 km nordnordöstlich des Bezirkshauptortes Romont (Luftlinie). Das Bauerndorf erstreckt sich in einer Mulde westlich des Tals der Arbogne, auf dem Molasseplateau zwischen Broye und Glâne im Freiburger Mittelland.
Die Fläche des 10,2 km² grossen Gemeindegebiets umfasst einen Abschnitt des durch den eiszeitlichen Rhonegletscher geprägten Molasseplateaus des Freiburger Mittellandes. Der östliche Teil des Gebietes wird von der Arbogne durchflossen, die nur leicht in das Plateau eingetieft ist. Auch das ausgedehnte Waldgebiet Les Fours südöstlich des Bachlaufs gehört zu Torny. Westlich der Arbogne erstreckt sich der Gemeindeboden über die Mulde von Torny-le-Grand und den Höhenzug Grande-Fin (736 m ü. M.) bis an den oberen östlichen Rand des Broyetals. Der höchste Punkt von Torny wird mit 740 m ü. M. beim Reservoir nördlich von La Brévire erreicht. Nach Norden reicht die Gemeindefläche in das Einzugsgebiet der Bioleyre (rechter Seitenbach der Broye) und umfasst auch den Bois de la Cigogne (662 m ü. M.). Von der Gemeindefläche entfielen 1997 5 % auf Siedlungen, 25 % auf Wald und Gehölze, 69 % auf Landwirtschaft, und etwas weniger als 1 % war unproduktives Land.
Torny besteht aus den Dörfern Torny-le-Grand (675 m ü. M.), Middes (705 m ü. M.), den Weilern Torny-le-Petit (656 m ü. M.) auf einer Anhöhe über dem Broyetal und Le Rialet (673 m ü. M.) im Quellgebiet der Bioleyre sowie einigen Hofsiedlungen und Einzelhöfen. Nachbargemeinden von Torny sind Montagny, Prez, La Brillaz, Villaz und Châtonnaye im Kanton Freiburg sowie Trey und Payerne im Kanton Waadt.

## Bevölkerung
Mit 1082 Einwohnern (Stand 31. Dezember 2023) gehört Torny zu den kleineren Gemeinden des Kantons Freiburg. Von den Bewohnern sind 93,6 % französischsprachig, 4,7 % deutschsprachig, und 0,5 % sprechen Italienisch (Stand 2000). Die Bevölkerungszahl von Torny belief sich 1910 auf 729 Einwohner (inklusive die heute eingemeindeten Ortschaften). Nach einem Höchststand um 1920 (750 Einwohner) setzte eine starke Abwanderung ein, so dass Torny 1970 nur noch 500 Einwohner zählte. Erst seit ungefähr 1980 wurde wieder ein deutliches Bevölkerungswachstum verzeichnet.
Die Einwohnerzahl entwickelte sich wie folgt: (bis 2000 inkl. der heute eingemeindeten Ortschaften Middes und Torny-le-Grand)
Einwohnerzahlen: Volkszählungsdaten

## Wirtschaft
Torny war bis in die zweite Hälfte des 20. Jahrhunderts eine vorwiegend durch die Landwirtschaft geprägte Gemeinde. Durch die Wasserkraft der Arbogne wurde früher eine Mühle betrieben. Noch heute haben die Milchwirtschaft, die Viehzucht und der Ackerbau einen wichtigen Stellenwert in der Erwerbsstruktur der Bevölkerung. Weitere Arbeitsplätze sind im lokalen Kleingewerbe und im Dienstleistungssektor vorhanden. In der Gemeinde sind Betriebe der Informationstechnologie, mechanische Werkstätten sowie Schreinereien und Zimmereien vertreten. In den letzten Jahrzehnten hat sich das Dorf auch zu einer Wohngemeinde entwickelt. Viele Erwerbstätige sind deshalb Wegpendler, die hauptsächlich in den Regionen Freiburg und Payerne arbeiten.

## Verkehr
Die Gemeinde liegt abseits der grösseren Durchgangsstrassen an einer Verbindungsstrasse von Prez-vers-Noréaz nach Châtonnaye. Durch die Postautokurse, die von Romont nach Avry verkehren, besitzt Torny einen Anschluss an das Netz des öffentlichen Verkehrs.

## Geschichte
Die erste urkundliche Erwähnung des Ortes erfolgte bereits im Jahr 766 unter dem Namen Taurniaco Superiore. Später erschienen die Bezeichnungen Tornei (1145), Tornie (1224), Tornye (1320), Tornyer (1502), Tornie le Grand (1578) und Tornier (1668). Der Ortsname geht auf den gallorömischen Personennamen Taurinius zurück.
Zur Zeit seiner ersten Nennung war Torny im Besitz der Abtei Saint-Maurice. Später gehörte das Dorf den Herren von Billens und unterstand den Grafen von Savoyen. Es bildete ab 1360 eine eigene Herrschaft, die zahlreiche Besitzerwechsel erfuhr und 1602 durch eine Heirat an die Familie von Diesbach gelangte, deren in Torny ansässiger Zweig sich von nun an Diesbach-Torny nannte und bis 1798 hier residierte.

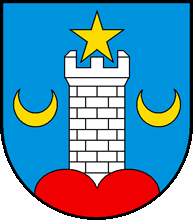
Altes Wappen von Torny-le-Grand

Als die Berner 1536 das Waadtland eroberten, kam Torny unter die Herrschaft von Freiburg und wurde der Vogtei Romont zugeordnet. Nach dem Zusammenbruch des Ancien Régime (1798) gehörte das Dorf während der Helvetik bis 1803 zum Distrikt Payerne. Danach wechselte Torny zum Bezirk Romont, 1815 zum Bezirk Montagny und 1830 zum Bezirk Dompierre, bevor es 1848 in den Bezirk Glâne eingegliedert wurde.
Im Rahmen der vom Kanton Freiburg seit 2000 geförderten Gemeindefusionen sollten Torny-le-Grand, Middes und Châtonnaye zusammengelegt werden. Da sich die Bewohner von Châtonnaye der Fusion widersetzten, trat mit Wirkung auf den 1. Januar 2004 nur die Fusion von Torny-le-Grand und Middes zur neuen Gemeinde Torny in Kraft. Gleichzeitig wurde ein neues Wappen für die Gesamtgemeinde erschaffen.

## Sehenswürdigkeiten
- Die Pfarrkirche von Torny-le-Grand wurde 1754 erbaut und später mehrfach verändert und restauriert.
- Das Schloss Torny-le-Grand wurde zwischen 1692 und 1732 als Wohnhaus eines Freiburger Zweiges der Familie von Diesbach errichtet, die es bis 1798 besass. Es verfügt über eine Hauskapelle. Seit 1989 befindet es sich im Besitz von Rudolf von Habsburg-Lothringen, einem Sohn des Erzherzogs Carl Ludwig von Österreich.[7]
- Das Schloss Griset de Forel in Middes liess ab 1748 der ehemalige Seckelmeister und Landvogt von Bulle, Nicolas Griset de Forel, durch den Berner Architekten Johann Paulus Nader erbauen. Bis 1860 blieb es im Besitz der Familie, danach wechselte es sechsmal den Besitzer – es gehörte unter anderem von 1930 bis 1940 der Familie des ehemaligen Bundespräsidenten Jean-Marie Musy und wurde schliesslich von der Familie de Montenach, einem alten Freiburger Patriziergeschlecht, erworben.[8]

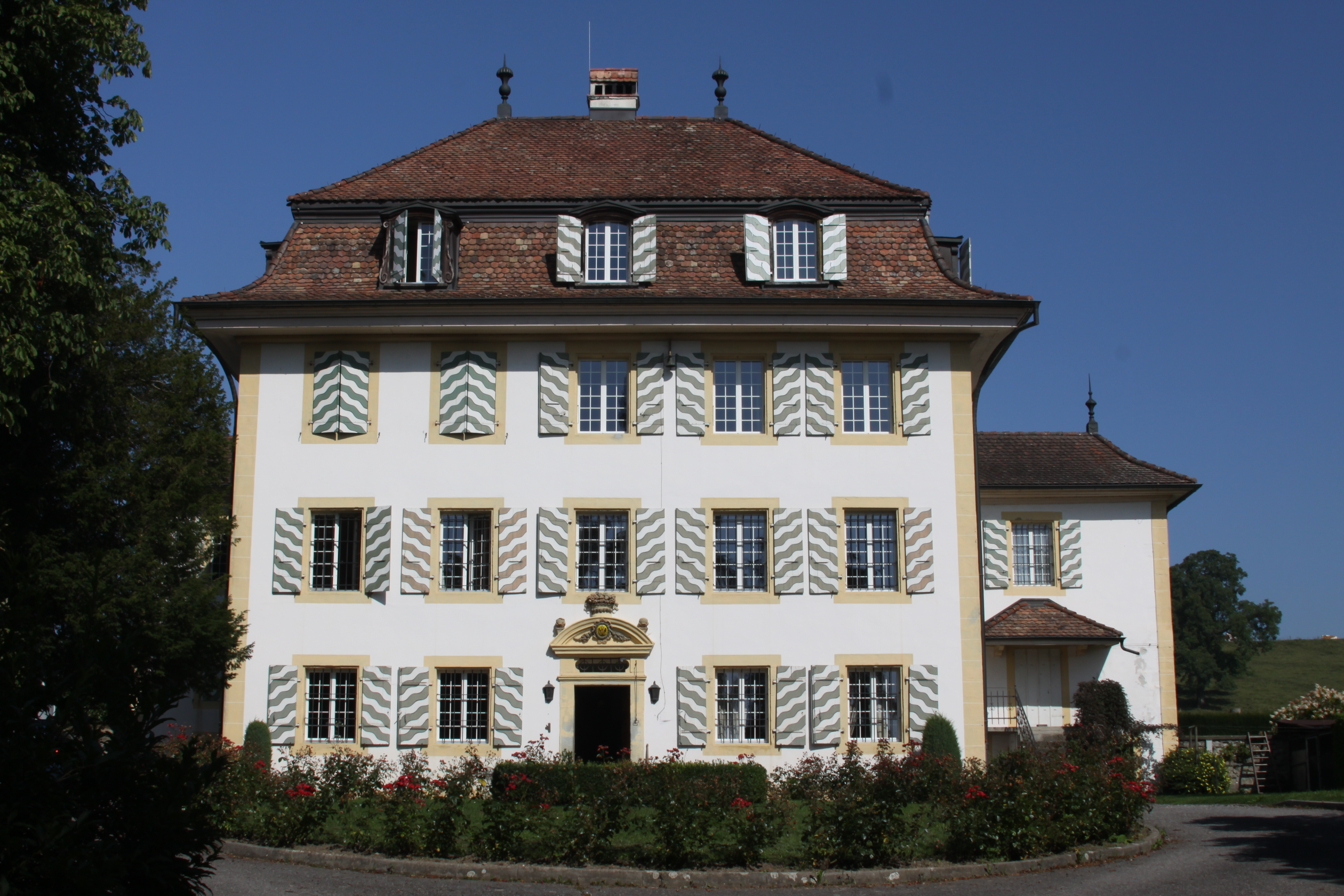
Château de Diesbach, Torny
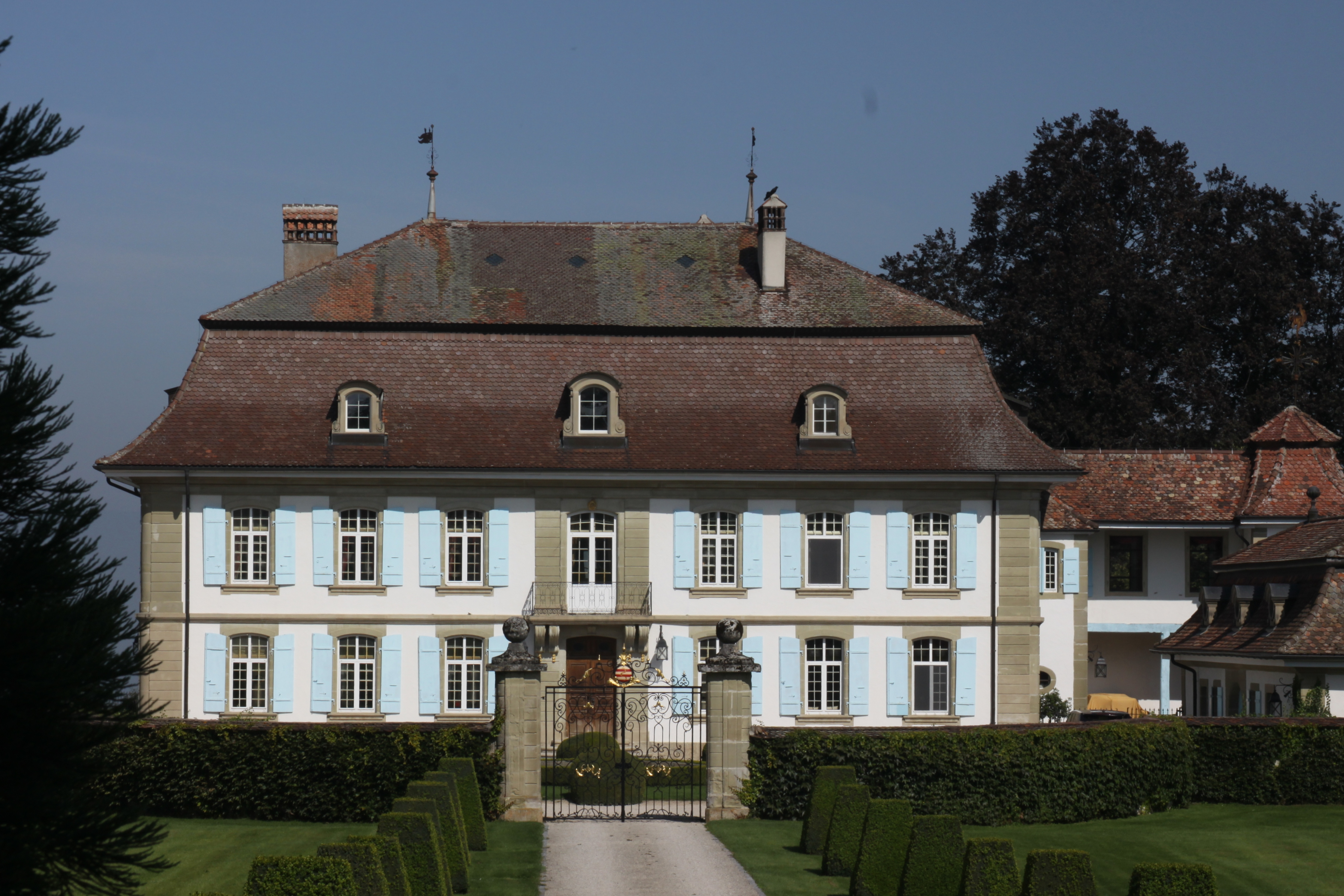
Château Griset de Forel, Middes